# 8816 Гамов
8816 Гамов (8816 Gamow) — астероїд головного поясу, відкритий 17 грудня 1984 року.
Тіссеранів параметр щодо Юпітера — 3,465.